# Règim especial de Canàries
El règim especial de Canàries és el sistema fiscal excepcional que hi ha a les Illes Canàries donat per la tradició i les circumstàncies geogràfiques. Es caracteritza per ser com el règim de les comunitats autònomes de règim comú amb la diferència que per a cada modificació del règim canari requereix un informe previ de la comunitat autònoma de les Illes Canàries.

## Fonament legal
La Disposició addicional tercera de la Constitució espanyola de 1978 reconeix tàcitament aquesta excepcionalitat. L'article 44 de l'Estatut d'autonomia de Canàries (LO 10/1982) tracta aquest "basat en la llibertat comercial d'importació i exportació i les franquícies aduaneres i fiscals sobre el consum".
La normativa que regula el règim especial, a més de les normes jurídiques anteriors, són:
- Llei 20/1991 de modificació dels aspectes fiscals del Règim Econòmic Fiscal de Canàries: incorporà l'Impost General Indirecte Canari i l'Arbitri sobre la Producció i la Importació a Canàries.
- Llei 19/1994 de modificació del Règim Econòmic i Fiscal de Canàries: regula la Zona Especial Canària (ZEC).

## Tributs
Els tributs que s'apliquen a les Illes Canàries són les que s'apliquen en general a l'Estat espanyol més les pròpies, que són l'Impost General Indirecte Canari i l'Arbitri sobre la Producció i Importació de Mercaderies.
Aquests impostos tenen la característica de ser de titularitat estatal, limitant a la comunitat autònoma de les Illes Canàries la capacitat de regular la gestió, liquidació, recaptació i inspecció. Altra característica és que els rendiments d'aquests van a les corporacions locals.
L'Impost General Indirecte Canari substituí l'Impost General sobre el Tràfic de les Empreses i l'Arbitri Insular sobre el Luxe i s'assembla a l'Impost sobre el Valor Afegit.
L'Arbitri sobre la Producció i Importació de Mercaderies substituí l'Arbitri Insular a l'Entrada de Mercaderies.

## Zona Especial Canària (ZEC)
La ZEC és un règim especial de fiscalitat reduïda per a entitats, de manera similar als paradisos fiscals. Les entitats es beneficien si compleixen els següents requisits:
- Tindre personalitat pròpia i la seu social dins de les Illes Canàries sense tindre cap establiment en cap altre lloc del territori nacional.
- Que el seu objecte social siga alguna activitat prevista per la Llei.
- Els propietaris del capital de l'entitat ha de ser resident a Espanya.[4]
- L'activitat de les entitats ha de consistir solament a fer operacions amb no residents sense establiment permanent a Espanya o amb altra entitat ZEC.[6]

El règim fiscal que s'aplica és de l'1% en l'Impost sobre Societats acompanyat d'exempció fiscal en activitats fetes a la Zona en la seua imposició indirecta devengada a Espanya i per a les operacions de l'Impost sobre Transmissions Patrimonials i Actes Jurídics Documentats.

## Incentius fiscals
Les lleis 20/1991 i 19/1994 estableixen incentius fiscals que consisteixen en deduccions per inversions i reserves per a inversions a les Illes Canàries.
El règim de deducció per inversions a Canàries entrà en vigor des de l'1 de gener de 1992 amb la Llei 20/1991. L'incentiu és major que l'aplicat a Espanya per l'Impost sobre Societats. Hi pot accedir tota persona física amb activitats professionals o empresarials a Canàries si ho té permés per l'Impost Sobre la Renda de les Persones Físiques, les societats subjectes a l'Impost sobre Societats amb domicili fiscal a les Canàries i els establiments permanents a Canàries d'entitats no domiciliades a les Illes Canàries.
Les entitats jurídiques subjectes a l'Impost sobre Societats amb establiments a les Illes i les "persones físiques que determinen els seus rendiments nets per estimació directa" que provinguen d'establiments que estan a les Illes poden accedir a un incentiu per a la inversió per la Llei 19/1994, que entrà en vigor a partir del 8 de juliol de 1994. Aquest incentiu consisteix en:
- Per a les entitats jurídiques: La base imposable de l'Impost sobre societats és reduïda de l'import de les dotacions que a cada període impositiu facen a la reserva.[6] La dotació és limitada al 90% dels beneficis del període que no siguen objecte de distribució i que vinguen dels establiments situats a Canàries.[8] La reserva ha de ser actius fixes de Canàries, "suscripció de títols de valors o anotacions en compte de deute públic de la Comunitat Autònoma de Canàries o en suscripció d'accions o participacions en el capital d'empreses domiciliades a Canàries que hi desenvolupen en l'arxipèlag la seua activitat principal".[7]
- Per a les persones físiques: Es dedueix de la quota íntegra de l'IRPF "pels rendiments nets d'explotació destinats a la reserva legal que provinguen les activitats empresarials fetes a l'arxipèlag amb establiments situats allí".[7]

Aquesta reserva per a les inversions és "incompatible amb la deducció per inversions per als mateixos béns però no amb la reinversió de beneficis extraordinaris".